# Koordination des bewaffneten Widerstands
Die Koordination des bewaffneten Widerstands (französisch: Coordination de la Résistance Armée, kurz CRA) war ein Zusammenschluss paramilitärischer Organisationen in Niger.
Die Koordination des bewaffneten Widerstands vereinte mehrere irredentistische Tuareg-Organisationen, die Anfang der 1990er Jahre Anschläge gegen staatliche und private Einrichtungen verübten. Ihr Zweck bestand in der Koordination der Aktivitäten der verschiedenen Gruppierungen. Sie wurde am 11. September 1993 unter der Führung von Mano Dayak gegründet. Ihr stellvertretender Vorsitzender war Rhissa Ag Boula. Die Gründungsorganisationen waren die Befreiungsfront des Aïr und Azawad, die Patriotische Front der Befreiung der Sahara, die Revolutionäre Armee der Befreiung Nord-Nigers und die Témoust-Befreiungsfront. Diese unterschieden sich hinsichtlich der Herkunft ihrer Mitglieder, die sich an den Tuareg-Clans orientierte, und hinsichtlich ihrer religiösen Ausrichtung und politischen Ziele, die für den Norden Nigers eine bundesstaatliche Integration, Autonomie oder Unabhängigkeit vorsahen.
Als Nachfolgerin der Koordination des bewaffneten Widerstands wurde am 28. März 1995 unter der Leitung von Rhissa Ag Boula die Organisation des bewaffneten Widerstands geschaffen. Diese schloss am 15. April 1995 in Ouagadougou ein Friedensabkommen mit der nigrischen Regierung. Mano Dayak bemühte sich den verbliebenen Rumpf der Koordination des bewaffneten Widerstands, der nur noch die Témoust-Befreiungsfront angehörte, im Juli 1995 neu aufzustellen. Vier kleinere Tuareg- und Tubu-Organisationen schlossen sich ihr an. Dayak starb Ende 1995 bei einem Flugzeugabsturz. Die Führung übernahm Mohammed Akotey, der nun auch die Témoust-Befreiungsfront leitete. Die Koordination des bewaffneten Widerstands suchte ab Anfang 1996 eine Annäherung an die Organisation des bewaffneten Widerstands. Im März 1996 anerkannte sie das Friedensabkommen von Ouagadougou und verordnete sich selbst eine Waffenruhe. Ende Mai 1996 schloss sie eine Arbeitsübereinkunft mit der Organisation des bewaffneten Widerstands, mit dem Zweck, die Forderungen gegenüber der nigrischen Regierung aufeinander abzustimmen. Beide Bündnisse wurden nach den 1997 in Algier mit der Regierung Nigers abgeschlossenen Zusatzverträgen aufgelöst.